# Dontrien
Dontrien település Franciaországban, Marne megyében. Lakosainak száma 259 fő (2022. január 1.). Dontrien Saint-Martin-l’Heureux, Saint-Souplet-sur-Py és Vaudesincourt községekkel határos.

## Népesség
A település népességének változása:
| Lakosok száma | 248  | 225  | 179  | 199  | 215  | 243  | 272  | 263  | 258  | 259  |
|               | 1968 | 1982 | 1990 | 2006 | 2013 | 2015 | 2017 | 2019 | 2020 | 2022 |